# Jack Blades
Jack Blades (Palm Desert, 24 de abril de 1954) é um baixista, cantor e compositor norte-americano. Trabalhou em várias bandas: Rubicon, Night Ranger (como baixista e um dos vocalistas), Damn Yankees (como um dos membros fundadores).  Gravou também Com Tak Matsumoto  um projeto que conta com Eric Martin e Brian Tichy . Suas atividades mais recentes incluem um segundo cd solo e mais um disco em parceria com Tommy Shaw do Styx que terá o nome de Influence II.